# Michael Barolsky
 (juin 2025).
Michael Barolsky, né le 19 juillet 1947 à Vilnius, est un compositeur lituanien.

## Biographie
Michael Barolsky étudie le piano, la théorie musicale et l'ethnologie. Il étudie la composition avec Witold Lutosławski en 1965 à Varsovie. En 1968, il emménage à Moscou et étudie avec Edison Denisov ainsi qu'Alfred Schnittke. Entre 1969 et 1971, il est conseiller musical à la Radio lituanienne. En 1971, il migre en Allemagne, où il suit, dès l'année suivante, les séminaires de György Ligeti, de Mauricio Kagel et de Karlheinz Stockhausen à Darmstadt. En 1974, il migre en Israël, où il enseigne à l'Institut Pédagogique de Tel-Aviv. En 1977, il retourne en Allemagne, où il s'installe à Cologne. Il travaille la musique électronique avec Hans Ulrich Humpert. Dans ses œuvres, il emploi un langage résolument moderne, usant de toutes les ressources de la musique électronique.

## Œuvres

### Musique orchestrale
- Exodus, pour orchestre (1970)
- Sternengesang pour orchestre de chambre (1977)
- The Book of Emanations, pour orchestre (1978)

### Musique de chambre
- Sonate pour violon et piano (1964)
- Trio à cordes (1964)
- Quatuor pour flûte, hautbois, clarinette et basson (1965)
- Récitatif et Mélodie pour flûte, violoncelle et piano (1966)
- Concertino pour violon, trompette, trombone, piano et percussion (1967)
- Basso Ostinato pour violoncelle seul (1967)
- Dakar, pour percussion piano et électronique (1972)
- Photogenesis I, pour clavecin (1973)
- Photogenesis II, pour quintette de cuivres (1973)
- Photogenesis III, pour flûte basse (1973)
- Photogenesis IV, pour percussion solo (1973)
- Sublimatio, pour flûte, violoncelle, deux pianos, percussion et bande magnétique (1975)
- Cries and Whispers pour ensemble instrumental et électronique (1975, créé à l'Université de Chicago le 24 janvier 1976)
- Iris pour flûte, hautbois, clarinette, violon, violoncelle et piano (1976)
- Pranah pour violon seul et bande électronique (1976)
- Tonus, pour synthétiseur quadraphonique (1979)
- Cendrillon, pour violoncelle et piano (1981)
- Le Livre des changements, pour piano (1983)
- Stück-Mund-Stück, pour trombone, sons d'ordinateur et bande vidéo (1983)
- Piccolostück, pour piccolo et sons d'ordinateur (1983)
- Rainbow Music pour six flûtes à bec (création à Bonn le 12 février 1984)
- Trioirtrio pour violon, violoncelle et piano (1984)

### Musique vocale
- Telefonoballade, cantate pour baryton, six récitants et ensemble instrumental (1969)
- Scriptus, d'après des lettres de Franz Kafka, pour baryton, mime et ensemble instrumental (1972)
- Melos, pour mezzo-soprano, violoncelle, piano, orgue électronique, percussion et synthétiseur (1975)
- Œil bleu, œil brun, opéra en un acte (créé à Tel-Aviv le 29 juillet 1976)
- Apocalypse, cycle de mélodies avec bande électronique (1976)
- Ein Stück aus der Nacht, pour acteur et électronique (1978)
- Seelenkalender, pour mezzo-soprano et piano (1982)